# Ангвила на Светском првенству у атлетици у дворани 2012.
Ангвила је учествовала на Светском првенству у атлетици у дворани 2012. одржаном у Истанбулу од 9. до 11. марта. Ово је њено седмо у чешће на светским првенствима, прво после паузе од 11 година. Репрезентацију Ангвиле представљало је двоје такмичара (1 мушкарац и 1 жена), који су се такмичили у трци на 60 метара.
Ангвила није освојила ни једну медаљу али је остварен национални рекорд.

## Учесници
| Мушкарци: - Кеирон Роџерс — 60 м | Жене: - Шинел Проктор — 60 м |  |

## Резултати

### Мушкарци
| Атлетичар     | Дисциплина | Лични рекорд | Квалификација | Квалификација | Полуфинале           | Полуфинале           | Финале               | Финале       | Детаљи |
| Атлетичар     | Дисциплина | Лични рекорд | Резултат      | Место         | Резултат             | Место                | Резултат             | Место        | Детаљи |
| ------------- | ---------- | ------------ | ------------- | ------------- | -------------------- | -------------------- | -------------------- | ------------ | ------ |
| Кеирон Роџерс | 60 м       |              | 7,04 НР       | 6. у гр. 4    | Није се квалификовао | Није се квалификовао | Није се квалификовао | 31 / 57 (61) |        |

### Жене
| Атлетичарка   | Дисциплина | Лични рекорд | Квалификација | Квалификација | Полуфинале            | Полуфинале            | Финале                | Финале       | Детаљи |
| Атлетичарка   | Дисциплина | Лични рекорд | Резултат      | Место         | Резултат              | Место                 | Резултат              | Место        | Детаљи |
| ------------- | ---------- | ------------ | ------------- | ------------- | --------------------- | --------------------- | --------------------- | ------------ | ------ |
| Шинел Проктор | 60 м       |              | 8,01 ЛР       | 7. у гр. 2    | Није се квалификовала | Није се квалификовала | Није се квалификовала | 45 / 62 (63) |        |